# 中央路駅 (大田広域市)
中央路駅（チュンアンノえき）は、大韓民国大田広域市中区銀杏洞にある大田交通公社1号線の駅である。駅番号は105。

## 歴史
- 2006年3月16日 - 1号線板岩 - 政府庁舎間開通に伴い開業。

## 駅構造
- 単式ホーム2面2線の地下駅。ホームドア完備。

のりば
| 上り | ●1号線 | 板岩方面 |
| 下り | ●1号線 | 盤石方面 |

## 駅周辺
- NC百貨店大田中央路駅店
- 中央路地下街
- 大田中部警察署
- 大田都市公社
- 三星生命南大田支店
- 大田女子中学校
- 大田女子商業高等学校

## 利用状況
| 路線   | 乗車人員 | 乗車人員 | 乗車人員 | 乗車人員 |
| 路線   | 2006年   | 2007年   | 2008年   | 2009年   |
| ------ | -------- | -------- | -------- | -------- |
| ●1号線 | 4137     | 5625     | 6010     | 6838     |

## 隣の駅
大田交通公社
●1号線
大田駅駅 (104) - 中央路駅 (105) - 中区庁駅 (106)